# مزدا بونگو
مزدا بونگو (Mazda Bongo) خودرویی است که در سال‌های ۱۹۶۶ تا ۲۰۰۱در شاه عالم، سلانگور و مالزی تولید شده‌است.
این خودرو در کلاس ون قرار گرفته، است.